# Die Hölle der Jungfrauen
Die Hölle der Jungfrauen ist ein 1927 entstandenes deutsches Stummfilmdrama von Robert Dinesen mit André Nox, Elizza La Porta, Dagny Servaes und Werner Krauß in den Hauptrollen. Die Geschichte basiert auf einem Roman von Gabriela Zapolska.

## Handlung
Mistkowski, der Sohn eines Knechtes, hat studiert und arbeitet nun an einem Warschauer Mädchenpensionat als Klavierlehrer. Diese Institution hat aufgrund der Führung durch liederliche Frauen den bösen Beinamen „Hölle der Jungfrauen“ erhalten. Mistkowski, ein Mann mittleren Alters, platzt geradezu vor Ehrgeiz. Anders als sein einfacher Vater möchte er niemals im Leben jemandes Untergebener sein. Vielmehr will er unbedingt eine seiner Schülerinnen, Stasia, die Tochter des ebenso reichen wie verwitweten Gutsbesitzers Skuretzki, für sich gewinnen. Julka, die intrigante und berechnende Magd des Gutsbesitzers, die sich ihren Herrn und Meister hörig gemacht und überdies dafür gesorgt hat, dass Stasia, die sie als Konkurrenz begreift, vom Hof verschwindet, versucht Mistkowski an seinem Vorhaben zu hindern.
Bald geraten die beiden krankhaft ehrgeizigen Kontrahenten extrem aneinander. Denn beide planen durch ihr Handeln nicht weniger, als mittels Eheschließung – Julka mit dem Hofbesitzer und Mistkowski mit dessen Tochter – eines Tages in Besitz des Guts zu gelangen. Dies führt dazu, dass Julka und Mistkowski, der die Magd in eine Falle lockt, um sie vor dem Gutsherrn bloßzustellen, sogar handgreiflich werden. Als eine böse Intrige Mistkowskis misslingt, wirft dieser in einem Zornesanfall der Magd eine brennende Petroleumlampe hinterher. Bald steht das gesamte Mädchenpensionat in Flammen und brennt bis auf die Grundmauern nieder. Dabei verlieren der Klavierlehrer und die Magd ihr Leben, während Stasia vom Hausdiener gerettet wird. Erst jetzt begreifen Vater und Tochter Skuretzki, welch schlechten Kern die beiden umgekommenen Intriganten besaßen und dass sie beide für diese Schurken lediglich Mittel zum Zweck waren. In dem jungen Arzt Dr. Gwosdetzki findet Stasia endlich eine ehrliche Haut.

## Produktionsnotizen
Die Hölle der Jungfrauen entstand als Auftragsproduktion der UFA in den Filmstudios von Staaken zwischen dem 5. Juli und dem 11. August 1927. Der Film passierte am 30. September desselben Jahres die Filmzensur und wurde am 22. Januar 1928 in Berlins Mozartsaal uraufgeführt. Die Länge des mit Jugendverbot belegten Siebenakters betrug 2468 Meter.
Willi A. Herrmann und Bernhard Schwidewski gestalteten die Filmbauten.

## Kritiken
Im Kino-Journal hieß es: „Das ganze nimmt einen günstigen Ausgang, indem der aus seiner erotischen Verblendung erwachte Vater sein Kind aus der Hölle des Institutes wieder nach Hause rettet. Aber man sieht so viel Episoden ernster Art, daß der Titel völlig gerechtfertigt erscheint. Werner Krauß, Dagny Servaes, Eliza [sic!] La Porta, André Nox bieten vollendete Charakterbilder.“
Das Tagblatt schrieb: „Dieser Sittenfilm voll dramatischer Wirkung zeigt in einer Reihe lebensvoller Szenen rückhaltlos die Verkehrtheiten der Institutserziehung auf, wie sie oft jungen Mädchen zuteil wird.“